# のの子
のの子（ののこ、1991年？6月29日 - ）は、日本のアイドル、DJ、元女子プロレスラー。東京都出身。バスト109cmのKカップ。

## 人物・略歴
2008年にグラビアアイドルとしてデビュー。
食の情報アイドル「食（くい）ドル」、アニソン&アイドルDJ、ライブDJアイドル「東京パニエ」、福田洋率いる「DPG」の振付師「タイガー・ノノコ」などで活動。

## プロレスラー

### 戦績
2013年
- 7月11日、SHIBUYA DESEOにて行われた東京女子プロレスのプレイベントにて練習生として紹介される。
- 12月1日、北沢タウンホールで開かれた東京女子プロレス旗揚げ戦において、浦えりか&中島翔子戦でプロレスラーデビュー（パートナーは坂崎ユカ）、パイフライフローを中島に浴びせて勝利[5]。

2014年
- 4月5日、ラゾーナ川崎大会にて団体のエースの座を賭けて山下実優と対戦、ドラゴンスリーパイで絞め落とし勝利。
- 5月24日、王子大会にて木場千景と対戦、オクラホマロールで3カウントを奪われ、デビュー以来のシングル無敗はストップ。
- 6月22日より開催された第1回東京プリンセスカップに参戦、8月8日の新木場1stRINGで行われた決勝にて中島翔子を破り初代王者となる。

2016年
- 3月13日、山下実優の保持するTOKYOプリンセス・オブ・プリンセス王座の初防衛戦の相手として同王座に挑戦するも敗北。
- 10月29日、滝川あずさとのシングルマッチに勝利後、滝川の誘いを受け「婚勝軍」を結成。

2018年
- 2月3日の練馬Coconeriホール大会をもって東京女子プロレスを卒業。(対戦相手は伊藤麻希)4年間に渡るレスラー活動にピリオドを打つ。
- 卒業後はDDTフーズのBarドロップキックおよびエビスコ酒場にスタッフとして勤務。7月から8月にかけて新宿FACEで行われた、DDTグループの興行「闘うビアガーデン」のフードプロデューサーを務める。

2019年
- 4月14日、王子Basement MON☆STARにて行われたぽっちゃり女子プロレス旗揚げ戦「レッスル＆ぽちゃティブ」のリングアナウンサーを務める。

### 得意技
ボインメーカー
レインメーカー式に自分の胸に相手の顔を叩きつける。技の前にはレインメーカーポーズから片手で胸を強調する「ボイーンメーカーポーズ」を取る。
パイフライフロー
ダウンした相手に、ロープワークから相手の顔に胸から落ちるボディプレスを叩き込む。大一番ではコーナートップからも使用。
ドラゴンスリーパイ
ドラゴンスリーパー。座り込んだ状態で極める。
オパイェ
ボマイェ風のポーズから、走り込んで片膝を付いたグラビアポーズを決めながらの胸からのボディアタック。
昇天
フェイスロックから自身の胸に顔面を押しつけ呼吸を奪う。
STO（スペース・トルネード・おっぱい）
手ブラツイスト
胸を強調しながらのコブラツイスト。
Kズプレス
Kカップアタック
コーナーポストにいる相手に対して、走りこんでの胸からのボディアタック。
パイグリー
胸の下に相手の頭を挟んでのペディグリー。
乳モンスターボール
膝立ちの相手の頭部に対してスタンディングの状態から胸を叩きつける。読みは「ニューモンスターボール」。
お乳三兄弟
尻餅をついた相手への変形コブラクラッチ。自らの胸の横に相手の顔が並ぶ様を三兄弟に見立てる。
裏お乳三兄弟
お乳三兄弟から相手をうつ伏せの状態に裏返し、上半身を反らせて更に絞めあげる。
おっパイルドライバー
うつ伏せに担いだ相手の顔面を胸に押し当ててからのジャーマン・ドライバー。
アナコンダパイス
さそい固め
相手の足をポールに見立ててのポールダンスからのサソリ固め
乳騙し
猫騙しの要領で自らの胸を打ち合わせて相手を怯ませる。
ラリアット

### 入場曲
ボインメーカー (のの子)
2016年1月4日の後楽園ホール大会より使用。
夜露死苦おっぱい！(爆乳ヤンキー)

### タイトル歴
東京女子プロレス
東京プリンセスカップ優勝（2014年）

## 出演

### テレビ番組
- 「モバタレGREAT」（日本テレビ）
- 「世にも奇妙な物語」（フジテレビ）
- 「アキハバラ@DEEP」（TBS）
- 「幸せ!ボンビーガール」（2014年5月13日、日本テレビ）
- 「東京マキタスポーツ」（2014年8月12日 、テレビ東京）

### 映画
- 「パッチギ! LOVE&PEACE」（2005年1月22日公開、シネカノン）
- 「アキハバラ@DEEP」（2006年9月2日公開、東映）
- 「Enter the Void」（2010年5月15日、コムストック・グループ）

### 舞台
- `ブロードウェーミュージカル「ボーイフレンド」
- 6%DOKIDOKI 3rdヴィジュアルショー「千夜一夜物語〜月と砂漠と魔法のランプ」

### インターネット番組
- ひかり荘
- ニコジョッキー「特大番組紹介しょ〜かい」（レギュラーだった）

### イベント
- アニソン&V系イベント「池袋Vヲタ!!」（毎月最終金曜日開催）

### 写真集
- 原寸大おっぱい図鑑（2017年8月2日、写真:須崎祐次、一迅社）[6] - Kカップ代表
- まんまるぷるぷる（2017年6月16日、写真:立花奈央子）[7]

## ディスコグラフィー

### DVD
- お花の国のパニエ学園（2007年8月22日、ビーエムドットスリー）
- マシュメロン（2007年9月25日、BNS）
- Wao☆Jガールズ（2008年2月22日、イーネット・フロンティア）
- Wao☆ののこ 102cm（2008年3月19日、イーネット・フロンティア）
- K‐BODYののこ（2014年7月15日、Picoche[リンク切れ]）

### CD
- Pretty2〜Beginning Blue!!〜（2006年8月9日、インディペンデントレーベル）
- どっきどきぃ☆★☆（2006年8月23日、インディペンデントレーベル）